# 1934

## Събития

### България
- 30 януари – 49-ото правителство на България въвежда държавен монопол върху пшеницата и ръжта.
- 19 май – Деветнадесетомайски преврат – съставено е петдесетото правителство на България, начело с Кимон Георгиев.
- 26 август – Цар Борис III открива Паметника на свободата на връх Шипка.

### Австрия
- 25 юли – Убит е канцлерът на Австрия Енгелберт Долфус.

### Германия
- 26 януари – Германия и Полша подписват пакт за ненападение за 10 години.
- 30 януари – Обнародване на закона за реорганизация на Райха.
- 20 април – Химлер става действащ шеф на Гестапо в Прусия.
- 14 юни – Първа среща на Адолф Хитлер с Бенито Мусолини във Венеция.
- 17 юни – Вицеканцлерът Франц фон Папен осъжда продължаването на нацистката революция.
- 30 юни – „Пуч на Рьом“(Нощта на дългите ножове). Елиминиране на SA в полза на райхсвера и унищожаване на множество политически противници с помощта на Гестапо. Реорганизиране на SA.
- 20 юли – SS се откъсва от SA и става самостоятелна организация в рамките на NSDAP.
- 26 юли – Назначаване на Франц фон Папен за дипломатически представител в Австрия.
- 2 август – Умира президентът Паул фон Хинденбург. Длъжностите на райхспрезидента и райсхканцлера се обединяват. Вермахтът полага клетва към фюрера и райхсканцлера Адолф Хитлер.
- 19 август – Народно допитване за закона „За върховния глава на Германския Райх“ (фюрер и райхсканцлер Адолф Хитлер): 89,93% от гласоподавателите се изказват в полза на Адолф Хитлер (при 99% участие в изборите).

### Други
- 9 юни – Показано е първото анимационно филмче с Доналд Дък.
- 9 октомври – Извършен е Марсилският атентат в Марсилия, Франция, при който е убит югославският крал Александър I Караджорджевич.

## Родени
- Илинден Спасе, албански писател
- Илия Джерекаров, български писател († 2010 г.)
- Марин Гогев, български художник († 2005 г.)
- 1 януари – Пенка Павлова, българска народна певица († 2020 г.)
- 12 януари – Васил Симов, български волейболист и треньор († 1995 г.)
- 16 януари – Мерилин Хорн, американска оперна певица
- 17 януари – Иван Спасов, български композитор и диригент († 1996 г.)
- 26 януари – Тодор Кавалджиев, вицепрезидент на Република България (1997 – 2002) († 2019 г.)
- 27 януари
  - Реймон Будон, френски социолог († 2013 г.)
  - Федерико Майор, учен и политик
- 29 януари – Димчо Рошманов, български оперетен и читалищен деятел († 2019 г.)
- 4 февруари – Петър Чернев, български актьор († 1993 г.)
- 5 февруари – Ханк Аарон, американски бейзболист († 2021 г.)
- 10 февруари
  - Георги Узунски, български писател († 1987 г.)
  - Татяна Лолова, българска актриса († 2021 г.)
- 11 февруари – Иван Терзиев, български режисьор († 2021 г.)
- 15 февруари – Никлаус Вирт, швейцарски учен, създател на езици за програмиране
- 17 февруари
  - Алън Бейтс, британски актьор († 2003 г.)
  - Илия Бручев, български инженер-геолог († 2019 г.)
- 21 февруари – Иван Божков, български ветеринарен лекар
- 27 февруари – Ралф Нейдър, американски адвокат
- 9 март – Юрий Гагарин, руски космонавт († 1968 г.)
- 10 март – Атанас Косев, български композитор и поет († 2021 г.)
- 15 март – Крикор Азарян, български режисьор († 2009 г.)
- 25 март – Христо Фотев, български поет († 2002 г.)
- 26 март – Алън Аркин, американски актьор († 2023 г.)
- 27 март – Ищван Чурка, унгарски журналист, писател и политик († 2012 г.)
- 31 март – Ричард Чембърлейн, американски актьор († 2025 г.)
- 2 април – Брайън Глоувър, британски актьор († 1997 г.)
- 3 април
  - Джейн Гудол, английски приматолог
  - Христофор Тзавелла, български фолклорист († 2018 г.)
- 5 април – Роман Херцог, осми президент на Германия († 2017 г.)
- 12 април – Тодор Еврев, български лекар, професор († 1994 г.)
- 19 април – Жан Циглер, политик, социолог, писател и публицист
- 3 май
  - Иван Андонов, български режисьор и актьор († 2011 г.)
  - Хенри Купър, британски боксьор († 2011 г.)
- 13 май – Адолф Мушг, швейцарски писател
- 18 май – Петър Ширилов, писател от СРМ († 1988 г.)
- 24 май – Кирил Господинов, български актьор († 2003 г.)
- 27 май – Харлан Елисън, американски писател († 2018 г.)
- 29 май – Георги Йорданов, български политик
- 4 юни – Никола Ковачев, български футболист († 2009 г.)
- 6 юни – Албер II, крал на белгийците
- 8 юни – Видое Подгорец, македонски писател († 1997 г.)
- 14 юни – Петер О. Хотевиц, немски писател († 2010 г.)
- 25 юни – Васил Мръчков, български юрист и политик
- 25 юни – Васил Попов, български театрален и кино артист († 2015 г.)
- 25 юни – Петре Андреевски, писател от Северна Македония († 2006 г.)
- 1 юли – Сидни Полак, американски режисьор, актьор и продуцент († 2008 г.)
- 3 юли – Стефан Абаджиев, български футболист († 2024 г.)
- 5 юли – Николай Бинев, български кино и театрален актьор († 2003 г.)
- 7 юли – Иван Димовски, български математик, член-кореспондент на БАН († 2023 г.)
- 13 юли – Уоле Шоинка, нигерийски писател, лауреат на Нобелова награда за литература през 1986 г.
- 17 юли – Димитър Манчев, български актьор († 2009 г.)
- 20 юли – Уве Йонзон, немски писател († 1984 г.)
- 22 юли – Тодор Цонев, български художник-карикатурист († 2004 г.)
- 25 юли – Георги Кордов, български поп певец, композитор и педагог († 2006 г.)
- 6 август – Петър Крумов, български диригент
- 6 август – Пиърс Антъни, американски писател
- 14 август – Павел Владимиров, български футболист († 1997 г.)
- 16 август – Пиер Ришар, френски актьор и режисьор
- 30 август – Анатолий Солоницин, руски актьор († 1982 г.)
- 7 септември – Омар Карами, министър-председател на Ливан († 2015 г.)
- 10 септември – Васил Казанджиев, български композитор, диригент и общественик
- 12 септември – Михаил Протич, български ендокринолог († 2013 г.)
- 20 септември – София Лорен, италианска актриса
- 21 септември – Леонард Коен, канадски поет († 2016 г.)
- 23 септември – Пер Улув Енквист, шведски писател († 2020 г.)
- 28 септември
  - Тодор Диев, български футболист († 1995 г.)
  - Брижит Бардо, френска актриса и модел
- 30 септември – Удо Юргенс, австрийски певец, композитор и пианист († 2014 г.)
- 2 октомври – Лальо Аврамов, български цигулар († 1995 г.)
- 6 октомври – Петър Дочев, български художник († 2005 г.)
- 11 октомври – Хиндо Касимов, български актьор († 1986 г.)
- 12 октомври – Ричард Майер, американски архитект
- 17 октомври – Влада Урошевич, писател от Северна Македония
- 18 октомври – Кир Буличов, руски учен и фантаст († 2003 г.)
- 26 октомври – Улрих Пленцдорф, немски писател († 2007 г.)
- 31 октомври – Йоан Левиев, български художник († 1994 г.)
- 11 ноември – Надин Трентинян, френска режисьорка
- 12 ноември
  - Леонид Щейн, украински шахматист († 1973 г.)
  - Вава, бразилски футболист († 2002 г.)
- 13 ноември – Стефан Кожухаров, български учен – литературовед († 2000 г.)
- 14 ноември – Георги Робев, хоров диригент († 2002 г.)
- 18 ноември – Василис Василикос, гръцки писател
- 20 ноември – Лев Полугаевски, руски шахматист († 1995 г.)
- 24 ноември – Алфред Шнитке, руски композитор († 1998 г.)
- 28 ноември – Гато Барбиери, аржентински саксофонист († 2016 г.)
- 2 декември – Тарчизио Бертоне, държавен секретар на Ватикана, камерлинг на католическата църква
- 8 декември – Вили Казасян, български композитор († 2008 г.)
- 9 декември
  - Джуди Денч, британска актриса
  - Ирена Сантор, полска певица
- 15 декември
  - Райна Кабаиванска, българска певица
  - Абдула Юсуф Ахмед, сомалийски политик († 2012 г.)
- 19 декември – Иван Крумов, български общественик
- 24 декември – Стиепан Месич, втори президент на Хърватия (2000 –)
- 27 декември – Ваня Войнова, българска баскетболистка († 1993 г.)

## Починали
- Атанас Назлъмов, български военен деец (р. 1863 г.)
- Петър Костич, сръбски просветен деец (р. 1852 г.)
- януари – Пиер-Жорж Жанио, френски художник (р. 1848 г.)
- 1 януари – Якоб Васерман, немски писател (р. 1873 г.)
- 8 януари – Илия Балтов, български военен и революционер (р. 1877 г.)
- 10 януари – Маринус Ван дер Любе, холандски комунист, обвинен в подпалването на Райхстага (р. 1909 г.)
- 15 януари – Херман Бар, австрийски писател (р. 1863 г.)
- 20 януари – Гаврил Генов, български политик (р. 1892 г.)
- 24 януари – Жеко Радев, български географ (р. 1875 г.)
- 29 януари – Фриц Хабер, немски химик, лауреат на Нобелова награда за химия през 1918 г. (р. 1868 г.)
- 5 февруари – Уилям Морис Дейвис, американски геоморфолог (р. 1850 г.)
- 17 февруари – Зигберт Тараш, немски шахматист (р. 1862 г.)
- 21 февруари – Аугусто Сесар Сандино, никарагуански политик (р. 1895 г.)
- 24 февруари – Гаврил Занетов, български юрист (р. 1863 г.)
- 7 април – Владимир Серафимов, български военен деец (р. 1860 г.)
- 11 април – Джон Колиър, британски художник (р. 1850 г.)
- 12 април – Никола Генев, български военен деец (р. 1856 г.)
- 19 април – Александър Морфов, български композитор (р. 1880 г.)
- 2 май – Никола Ракитин, български писател (р. 1885 г.)
- 25 май – Анание Явашов, български просветен деец (р. 1855 г.)
- 9 юни – Христос Цундас, гръцки археолог (р. 1857 г.)
- 10 юни – Александър Яшченко, руски юрист (р. 1877 г.)
- 18 юни – Панайот Бърнев, български военен деец (р. 1859 г.)
- 30 юни – Грегор Щрасер, германски политик (р. 1892 г.)
- 2 юли – Ернст Рьом, лидер на СА (щурмоваци) (р. 1887 г.)
- 4 юли – Мария Кюри, полска физичка, първата жена лауреат на Нобелова награда и първият човек, награден с Нобелови награди в две различни области – физика през 1903 г. и химия през 1911 г. (р. 1867 г.)
- 9 юли – Иван Хаджиниколов, български революционер (р. 1861 г.)
- 22 юли – Джон Дилинджър, американски престъпник (р. 1903 г.)
- 25 юли – Енгелберт Долфус, австрийски политик (р. 1892 г.)
- 25 юли – Нестор Махно, украински анархист (р. 1888 г.)
- 27 юли – Илия Димушев, български революционер (р. 1876 г.)
- 1 август – Михаил Розов, български революционер (р. 1874 г.)
- 13 август – Георги Вазов, български военен деец (р. 1860 г.)
- 25 август – Михаил Николов Розов, български революционер (р. 1874 г.)
- 5 октомври – Жан Виго, френски филмов режисьор (р. 1905 г.)
- 9 октомври – Александър I, крал на Югославия (р. 1888 г.)
- 9 октомври – Луи Барту, френски политик (р. 1862 г.)
- 10 октомври – Владо Черноземски, български революционер (р. 1897 г.)
- 15 октомври – Реймон Поанкаре, френски президент (р. 1860 г.)
- 16 ноември – Георги Тодоров, български военен деец (р. 1858 г.)
- 17 ноември – Йоахим Рингелнац, немски писател (р. 1883 г.)
- 20 ноември – Вилем де Ситер, нидерландски астроном (р. 1872 г.)
- 1 декември – Бончо Боев, български икономист (р. 1859 г.)

## Нобелови награди
- Физика – наградата не се присъжда
- Химия – Харолд Юри
- Физиология или медицина – Джордж Уипъл, Джордж Майнът, Уилям Мърфи
- Литература – Луиджи Пирандело
- Мир – Артър Хендерсън